# Calau rogenc de les Filipines
El calau rogenc de les Filipines (Buceros hydrocorax) és una espècie d'ocell de la família dels buceròtids (Bucerotidae) que habita els boscos de les Filipines.

## Taxonomia
S'han descrit tres subespècies:
- B. h. hydrocoraxLinnaeus, 1766. De les Filipines septentrionals.
- B. h. semigaleatus Tweeddale, 1878. De les Filipines centrals.
- B. h. mindanensis Tweeddale, 1877. De les Filipines meridionals.

Modernament a algunes classificacions s'ha considerat que en realitat es tracta de dues espècies, quedant la subespècie tipus com una espècie i les altres dues com una diferent.
- calau rogenc septentrional (Buceros hydrocorax).
- calau rogenc meridional (Buceros mindanensis).